# Obrządek (ujednoznacznienie)
Obrządek, obrzęd – czynność wykonywana według ustalonego schematu.
- w religii – ustalony sposób odprawiania rytuału.
- w rolnictwie – codzienny rytuał pracy w gospodarstwie hodującym zwierzęta.